# Nicolae Mușat
Nicolae Constantin Mușat (* 4. Dezember 1986 in Bukarest) ist ein rumänischer ehemaliger Fußballspieler.

## Karriere
Mușat begann im Alter von sieben Jahren mit dem Fußballspielen bei Dinamo Bukarest. Im Jahr 2005 kam er in den Kader der zweiten Mannschaft, die seinerzeit in der Divizia B spielte. Nach dem Abstieg 2006 blieb er der Mannschaft auch in der Liga III erhalten. Am 7. April 2007 kam er zu seinem ersten Einsatz in der ersten Mannschaft Dinamos in der Liga 1, so dass er am Saisonende zwei Einsätze zum Gewinn der Meisterschaft beigetragen hatte. Auch in der Saison 2007/08 kam er in der Liga 1 nur selten zum Einsatz und spielte meist in der Reserve, die in die Liga II aufgestiegen war.
Im Sommer 2008 wurde Mușat bis zur Winterpause an Aufsteiger CS Otopeni ausgeliehen, konnte sich dort jedoch nicht durchsetzen. Nach seiner Rückkehr nach Bukarest änderte sich an seiner Situation wenig. Im Sommer 2009 folgte ein neuerliches Leihgeschäft mit Zweitligist Universitatea Cluj vereinbart. Dort wurde er zum Stammspieler und schaffte mit seiner Mannschaft am Saisonende den Aufstieg in die Liga 1. Mușat kehrte im Sommer 2010 zu Dinamo zurück, kam jedoch nur in der zweiten Mannschaft zum Einsatz. Im September 2010 wurde er an Unirea Urziceni ausgeliehen, in der Winterpause 2010/11 wurde ein Leihgeschäft mit dem aserbaidschanischen Klub FK Xəzər Lənkəran vereinbart. Im Sommer 2011 kehrte er nach Bukarest zurück, kam jedoch nur selten zum Einsatz und hatte somit nur geringen Anteil am Pokalsieg 2012.
Im Sommer 2013 wechselte Mușat zum FC Vaslui. Am Ende der Spielzeit 2013/14 wurde seinem Klub die Lizenz entzogen. Er kehrte dem Verein daher den Rücken und schloss sich Universitatea Cluj an. Anfang 2015 verpflichtete ihn Ligakonkurrent CS Concordia Chiajna. Dort kam er auf sieben Einsätze und erreichte mit seinem Team den Klassenerhalt. Zu Beginn der Saison 2015/16 kam er nicht mehr zum Einsatz und wechselte im September 2016 zum FC Academica Clinceni in die Liga II. Dort kehrte er auf den Platz zurück. Anfang 2016 nahm ihn Erstligist FC Botoșani unter Vertrag. Nach zwei Jahren spielte er wieder zweitklassig, bevor er zu FC Argeș Pitești ins Oberhaus zurückkehrte.

## Erfolge
- Rumänischer Meister: 2007
- Rumänischer Pokalsieger: 2012
- Aufstieg in die Liga 1: 2010
- Aserbaidschanischer Pokalsieger: 2011